# ديازانفثالين
ديازانفثالين (أو ثنائي آزا النفثالين) هي صنف من المركبات العضوية الحلقية النتروجينية والتي لها الصيغة الكيميائية C8H6N2، وهي تتألف بنيوياً من هيكل النفثالين مع وجود ذرتي نتروجين عوضاً عن ذرتي كربون في البنية، ومن هنا اشتق الاسم Diazanaphthalene، حيث يشير المقطع آزا إلى ذرات النتروجين.
هناك عشرة متصاوغات ممكنة لمركبات الديازانفثالين تختلف بموقع ذرات النتروجين بالنسبة إلى بعضها.

## التصنيف
يمكن تصنيف مجموعة مركبات الديازانفثالين إلى مجموعتين:
- بنزوديازينات: وتكون فيها ذرتا النتروجين في حلقة واحدة، ومن أمثلتها مركبات سينولين وكينازولين وكينوكسالين وفثالازين.
- نفثيريدينات: وتكون ذرتا النتروجين في حلقتين مختلفتين، وهناك ستة مركبات محتملة وفق ذلك.

## المتصاوغات
| الاسم                          | البنية | المجموعة الفرعية |
| ------------------------------ | ------ | ---------------- |
| 2،1-ديازانفثالين سينولين       |        | بنزوديازين       |
| 3،2-ديازانفثالين فثالازين      |        | بنزوديازين       |
| 3،1-ديازانفثالين كينازولين     |        | بنزوديازين       |
| 4،1-ديازانفثالين كينوكسالين    |        | بنزوديازين       |
| 8،1-نفثيريدين 8،1-ديازانفثالين |        | نفثيريدين        |
| 7،1-نفثيريدين 7،1-ديازانفثالين |        | نفثيريدين        |
| 7،2-نفثيريدين 7،2-ديازانفثالين |        | نفثيريدين        |
| 6،1-نفثيريدين 6،1-ديازانفثالين |        | نفثيريدين        |
| 5،1-نفثيريدين 5،1-ديازانفثالين |        | نفثيريدين        |
| 6،2-نفثيريدين 6،2-ديازانفثالين |        | نفثيريدين        |